# Жуковский сельсовет (Курганская область)
Жу́ковский сельсове́т — упразднённое муниципальное образование со статусом сельского поселения в составе Куртамышского района Курганской области России. 
Административный центр — село Жуково.
Законом Курганской области от 12 мая 2021 года № 48 к 24 мая 2021 года упразднён в связи с преобразованием муниципального района в муниципальный округ.

## История
В соответствии с Законом Курганской области от 6 июля 2004 года № 419 сельсовет наделён статусом сельского поселения.

## Население
| 1989 | 2002 | 2010 | 2012 | 2013 | 2014 | 2015 |
| ---- | ---- | ---- | ---- | ---- | ---- | ---- |
| 685  | ↘600 | ↘448 | ↘428 | ↘402 | ↘370 | ↗372 |
| 2016 | 2017 | 2018 | 2019 | 2020 |      |      |
| ↘346 | ↘342 | ↘330 | ↘323 | ↘303 |      |      |

## Состав сельского поселения
| № | Населённый пункт | Тип населённого пункта       | Население |
| - | ---------------- | ---------------------------- | --------- |
| 1 | Жуково           | село, административный центр | ↘337      |
| 2 | Сорокино         | деревня                      | ↘111      |